# Sicya aurunca
Sicya aurunca är en fjärilsart som beskrevs av Druce 1892. Sicya aurunca ingår i släktet Sicya och familjen mätare. Inga underarter finns listade i Catalogue of Life.